# Бороздчатая тонна
Бороздчатая тонна, или ленточная тонна (лат. Tonna sulcosa) — вид морских брюхоногих моллюсков из семейства Tonnoidea.

## Описание
Длина раковины 50—125 мм, максимально до 150 мм. Раковина среднего размера, крепкая и относительно тонкостенная. Форма раковины шаровидно-овальная, с 4—5 умеренно выпуклыми оборотами, разделёнными канальчатым швом. Последний оборот раковины вздутый, очень большой. Осевая скульптура раковины представлена линиями роста. Спиральная скульптура образована небольшими широкими килями. Устье у раковины большое, полукруглое, покрытое длинными резкими зубцами. Край внешней губы немного отогнутый, волнистый. Общая окраска раковины белая, с 3—5 коричневыми широкими поперечными полосками на последнем обороте и по 1 на верхних. Окраска устья изнутри белая.

## Ареал
Обитает в тропическом индо-тихоокеанском районе — от Красного моря до Индокитая, Филиппинских островов, и Австралии.

## Образ жизни
Моллюск селится на глубинах 8—10 метров. Является активным хищником.